# Грунський парк
Парк-пам'ятка садово-паркового мистецтва «Грунський парк» — утрачений об'єкт природно-заповідного фонду, що був оголошений рішенням Сумського Облвиконкому № № 305 20.07.1972 року на землях колгоспу ім. Леніна (с. Грунь). Адміністративне розташування — Лебединський район, Сумська область.

## Характеристика
Площа — 5 га.
Об'єкт на момент створення був багаторічними цінними насадженнями. Парк закладений в кінці 19 століття. Переважно: дубові, липові, березові і інші насадження.
Вся інформація про створення об'єкту взята із текстів зазначених у статті рішень обласної ради, що надані Державним управлянням екології та природних ресурсів Сумської області Всеукраїнській громадській організації «Національний екологічний центр України» ..

## Скасування
Станом на 1.01.2016 року об'єкт не міститься в офіційних переліках територій та об'єктів природно-заповідного фонду, оприлюднених на Єдиному державному вебпорталі відкритих даних http://data.gov.ua/ [Архівовано 4 травня 2016 у Wayback Machine.]. Проте ні в Міністерстві екології та природних ресурсів України, ні у Департаменті екології та природних ресурсів Сумської обласної державної адміністрації відсутня інформація про те, коли і яким саме рішенням було скасовано даний об'єкт природно-заповідного фонду. Таким чином, причина та дата скасування на сьогодні не відома.